# Joan Groothuysen
Joan Elizabeth Groothuysen (* 6. September 1957 in Ottawa; † 7. Mai 2018 in Edmonton) war eine kanadische Skilangläuferin.

## Werdegang
Groothuysen trat international erstmals in der Saison 1975/76 in Erscheinung. Dabei belegte sie bei den Junioren-Skieuropameisterschaften 1976 in Liberec jeweils den 11. Platz über 5 km und mit der Staffel und bei den Olympischen Winterspielen 1976 in Innsbruck den 34. Platz über 10 km, den 30. Rang über 5 km und zusammen mit Shirley Firth, Susan Holloway und Sharon Firth den siebten Platz in der Staffel. Zwei Jahre später lief sie bei den nordischen Skiweltmeisterschaften in Lahti auf den 38. Platz über 10 km, auf den 34. Rang über 5 km und zusammen mit Shirley Firth, Esther Miller und Celine Giruere auf den neunten Platz in der Staffel. Bei ihrer letzten Teilnahme an Olympischen Winterspielen im Februar 1980 in Lake Placid kam sie auf den 34. Platz über 10 km, auf den 27. Rang über 5 km und zusammen mit Angela Schmidt-Foster, Shirley Firth und Esther Miller auf den achten Platz in der Staffel.
Groothuysen war als Kieferorthopädin tätig und starb im Mai 2018 an Krebs.